# Jones Quain
Jones Quain, född i november 1796 i Mallow i Cork, död den 31 januari 1865, var en engelsk anatom.
Quain var bror till anatomen Richard Quain och kusin till sir Richard Quain.
Quain var först prosektor vid den medicinska skolan vid Aldersgate Street i London, blev 1831 professor i anatomi och fysiologi vid University College, men lämnade denna befattning 1836. Quain är mest bekant genom sin även i Sverige använda lärobok Elements of Anatomy (1828; 9:e upplagan 1882).